# Кровавое Рождество (фильм, 2022)
«Кровавое Рождество» (англ. Christmas Bloody Christmas) — американский фильм ужасов в стиле рождественского хоррора 2022 года, снятый режиссёром Джо Бегосом по собственному сценарию. В фильме рассказывается о роботе в костюме Санта-Клауса (Абрахам Бенруби), который устраивает серию убийств в канун Рождества в небольшом городке. В главных ролях также снялись Райли Дэнди, Сэм Делич, Джона Рэй Родригес и Дора Мэдисон. Фильм вышел 9 декабря 2022 года и получил неоднозначные отзывы критиков.

## Сюжет
Фильм начинается с зарисовок, напоминающих типичную рождественскую рекламу, а также с экстренного сообщения о роботе-Санте, который был отозван из-за определенной неисправности, из-за которой он не соответствует изначальной программе, заложенной Министерством обороны США.
Владелица магазина музыкальных пластинок Тори закрывает свой магазин на ночь кануна Рождества со своим сотрудником Робби. Её сотрудник Робби, которого привлекает Тори, убеждает её не встречаться с парнем из Tinder, а вместо этого провести праздник вместе. Пара встречается со своими друзьями Джеем и Ланой, которые работают в соседнем магазине игрушек, в котором стоит робот, одетый как Санта-Клаус. Молодые люди выпивают вместе, прежде чем Тори и Робби уходят в бар. Робот-Санта выходит из строя и становится жестокой машиной для убийств, расправляясь с Джеем и Ланой.
Очарованная Робби, Тори приглашает его к себе домой, не подозревая, что их преследует робот-Санта. Они приезжают в дом Тори и продолжают флиртовать, прежде чем наконец заняться сексом. Тем временем робот-Санта врывается в дом соседей Тори и убивает целую семью; Тори становится свидетельницей убийства ребенка. Когда она паникует и предупреждает Робби, она замечает, что робот-Санта заметил ее. Тори будит свою сестру Лидди и мужа Лидди Майка и пытается сбежать из дома вместе с ними и Робби. Робот-Санта нападает на группу, убивая Лидди и Майка, в то время как Тори и Робби сбегают в машину Робби. Когда они пытаются уехать, их блокирует другой сосед Тори, которого быстро убивает робот-Санта. Не имея возможности сбежать, Робби вытаскивает и убивает робот-Санта.
Прибывший полицейский успевает выстрелить в робота, однако тот быстро приходит в себя и убивает офицера. Тори сбивает робота Санту на полицейской машине и уезжает, где натыкается на группу полицейских и машину скорой помощи, прибывших на место происшествия. Тори машет им рукой, чтобы они помогли, и рассказывает им о смерти офицера, после чего её арестовывает шериф Монро. Вернувшись в полицейский участок, Тори изо всех сил пытается убедить Монро в существовании робота-маньяка. Санта возвращается, захватив машину скорой помощи, и нападает на участок, убивая Монро и его напарника. Тори отбивается от робота при помощи дробовика. Она уезжает на машине скорой помощи, но робот-Санта забирается на крышу, и Тори разбивается. Девушке удаётся поджечь своего преследователя, серьёзно повредив его.
Отступая в свой магазин пластинок, Тори подвергается новой атаке со стороны робота, у которого после многочисленных повреждений уже проступает роботизированный эндоскелет под костюмом Санта-Клауса. С большим трудом, лишившись пары пальцев, Тори уничтожает робота-Санту. В финале, измученная и окровавленная Тори выходит из магазина на улицу и падает на асфальт, после чего смеётся в истерике. Наступает утро.

## В ролях
- Абрахам Бенруби — Санта-Клаус, андроид-убийца
- Райли Дэнди — Тори Тумс
- Сэм Делич — Робби Рейнольдс
- Джона Рэй — Джей
- Дора Мэдисон — Лана
- Джефф Дэниел Филлипс — шериф Монро
- Джереми Гарднер — офицер Бобби Смит
- Канзас Боулинг — Лидди Тумс, сестра Тори
- Грэм Скиппер — Майк, муж Лидди
- Джо Бегос — Бенни Барнс, сосед Тори и Лидди (камео)

## Производство
Изначально, режиссёру Джо Бегосу пришла идея снять римейк классического слэшера «Тихая ночь, смертельная ночь» 1984 года; по задумке Бегоса, убийцей должен был стать андроид в стиле Терминатора. Замысел с римейком был отброшен из-за слишком большого отклонения от сюжета оригинального фильма, однако Бегос продолжил развивать идею и написал сценарий самостоятельного фильма во время пандемии COVID-19. На роль робота-убийцы был выбран актёр Абрахам Бенруби. Съёмки проходили в Лос-Анджелесе и Плейсервилле, Калифорния.

## Премьера
«Кровавое Рождество» вышло в ограниченный прокат 9 декабря 2022 года, а также состоялась его премьера на стриминговом сервисе Shudder.

## Критика
«Хоррор про взбесившегося робота, чьи родители — американское Министерство обороны, напоминает то трибьют Карпентеру, то классный сегмент из очередной части франшизы VHS. Впрочем, кровопускание дается Бегосу с усилием куда большим, чем поп-культурный флирт. Мир «Рождества» — безвременье, такое же, как магазин виниловых пластинок, видеокассет и DVD, с которого начинается эта пешая прогулка. У его обитателей есть смартфоны (что выглядит вызывающе странно), они слушают Ramones и Motörhead, ненавидят фильмы студии Blumhouse и демонстративно остаются в прошлом. Предпочитает дрожащую пленку цифре и Бегос. Кровь. Снег. Искры. Кислотный свет, как у братьев Сэфди. Обреченно красный, как у Рефна. Не фильм, а рождественская гирлянда».
На Rotten Tomatoes фильм имеет рейтинг одобрения 77% на основе 47 рецензий со средней оценкой 6,3/10. Консенсус критиков сайта гласит: «Возможно, он не так весел, каким должен быть фильм о смертоносном роботе-Санте, но для поклонников рождественских ужасов Christmas Bloody Christmas всё равно подарок». Metacritic, использующий средневзвешенный показатель, присвоил фильму оценку 46 из 100 на основе восьми рецензий, что указывает на «смешанные или средние» отзывы.
Лесли Фельперин из британского издания The Guardianоценила фильм на две звезды из четырёх, резюмировав: «если нынешний кино-хит «Жестокая ночь» для вас звучит слишком стильно и мейнстримно, то вот вам этот некачественно сделанный, но мишурно-яркий подарок для вас, кинематографический эквивалент дешёвого набора мыла и лосьона для тела, купленного в последнюю минуту». Раскритиковав сюжет, Фельперин, однако, похвалила актёрскую игру Райли Денди, которая по её словам «может пойти далеко, если сможет вырваться из рождественских фильмов».
Саймон Абрамс (рецензент сайта RogerEbert.com) дал «Кровавому Рождеству» одну звезду из четырёх, отметив, что фильм «не предлагает многого, чего вы не могли бы получить больше (и лучше) в другом фильме. Это тягучая, неопределённая фантазия о том, как всё могло бы быть, которая прерывается рутинной картинкой погони/подсчета трупов». Ноэль Мюррей из газеты Los Angeles Times также подверг фильм разгромной критике, сравнив его с «сквернословящим подростком, пытающимся выглядеть крутым». 
Рецензент хоррор-издания Dread Central Дрю Тиннин более положительно высказался о «Кровавом Рождестве»: «Головокружительные спецэффекты, своевременные взрывы автомобилей и шквал битв лицом к лицу поддерживают напряжение. Но бесконечное преследование одинокого Санты быстро надоедает». Подводя итог, он сравнил фильм с хоррор-версией праздничного телефильма от канала Hallmark.
Наиболее благосклонна к фильму оказалась Сара Джейн, журналистка еженедельной газеты The Austin Chronicle, положительно оценившая актёрскую игру исполнителей главных ролей Райли Денди и Сэма Делича, режиссуру Джо Бегоса (попутно похвалив его предыдущий фильм — «ВЗВ или Дедушки нелегкого поведения. Начало») и работу команды по спецэффектам.